# Grammy Award du meilleur chanteur rock
Le Grammy Award du meilleur chanteur rock (Grammy Award for Best Male Rock Vocal Performance) est un prix présenté aux Grammy Awards de 1980 à 2004 à des artistes masculins pour des œuvres (chansons ou albums) contenant des performances vocales de qualité dans le genre de la musique rock.

## Histoire
Initialement appelé en anglais Grammy Award for Best Rock Vocal Performance, Male (au lieu de Grammy Award for Best Male Rock Vocal Performance), et ce jusqu'en 1995, le prix a été présenté pour la première fois à Bob Dylan en 1980. En 1988, 1992, 1994 et à partir de 2005, cette catégorie a été combinée avec le Grammy Award de la meilleure chanteuse rock et présentée dans une catégorie sans genre connue sous le nom de Meilleure prestation vocale rock solo.
Cette fusion a été critiquée, en particulier lorsque les femmes ne sont pas nommées dans la catégorie solo. L'Académie a cité le manque d'enregistrements éligibles dans la catégorie rock féminin comme raison des fusions.
Lenny Kravitz détient le record du plus grand nombre de victoires dans cette catégorie, avec un total de quatre victoires consécutives de 1999 à 2002. Bruce Springsteen a reçu le prix trois fois et les deux fois gagnants sont Eric Clapton, Bob Dylan, Don Henley, et Robert Palmer. Depuis sa création, le prix a été décerné aux artistes américains plus que toute autre nationalité, bien qu'il ait été présenté à des musiciens du Royaume-Uni quatre fois, d'Australie une fois et une fois d'Afrique du Sud.

## Lauréats
Tableau des lauréats et nommés,.
| Année | Artiste           | Titre                       | Nommés                                                                                      |
| ----- | ----------------- | --------------------------- | ------------------------------------------------------------------------------------------- |
| 1980  | Bob Dylan         | Gotta Serve Somebody        | - Frank Zappa – Dancin' Fool                                                                |
| 1981  | Billy Joel        | Glass Houses                | - Bruce Springsteen – Devil with the Blue Dress / Good Golly Miss Molly / Jenny Take a Ride |
| 1982  | Rick Springfield  | Jessie's Girl               | - Rod Stewart – Young Turks                                                                 |
| 1983  | John Mellencamp   | Hurts So Good               | - Rod Stewart – Tonight I'm Yours                                                           |
| 1984  | Michael Jackson   | Beat It                     | - Rick Springfield – Affair of the Heart                                                    |
| 1985  | Bruce Springsteen | Dancing in the Dark         | - John Mellencamp – Pink Houses                                                             |
| 1986  | Don Henley        | The Boys of Summer          | - John Cougar Mellencamp – Scarecrow                                                        |
| 1987  | Robert Palmer     | Addicted to Love            | - Eddie Money – Take Me Home Tonight                                                        |
| 1988  |                   |                             |                                                                                             |
| 1989  | Robert Palmer     | Simply Irresistible         | - Rod Stewart – Forever Young                                                               |
| 1990  | Don Henley        | The End of the Innocence    | - Neil Young – Freedom                                                                      |
| 1991  | Eric Clapton      | Bad Love                    | - Neil Young – Rockin' in the Free World                                                    |
| 1992  |                   |                             |                                                                                             |
| 1993  | Eric Clapton      | Unplugged                   | - Bruce Springsteen – Human Touch                                                           |
| 1994  |                   |                             |                                                                                             |
| 1995  | Bruce Springsteen | Streets of Philadelphia     | - Neil Young – Philadelphia                                                                 |
| 1996  | Tom Petty         | You Don't Know How It Feels | - Neil Young – Peace and Love                                                               |
| 1997  | Beck              | Where It's At               | - Bruce Springsteen – Dead Man Walkin                                                       |
| 1998  | Bob Dylan         | Cold Irons Bound            | - Bruce Springsteen – Thunder Road                                                          |
| 1999  | Lenny Kravitz     | Fly Away                    | - John Mellencamp – Your Life Is Now                                                        |
| 2000  | Lenny Kravitz     | American Woman              | - Tom Waits – Hold On                                                                       |
| 2001  | Lenny Kravitz     | Again                       | - Nine Inch Nails – Into the Void                                                           |
| 2002  | Lenny Kravitz     | Dig In                      | - John Mellencamp – Peaceful World                                                          |
| 2003  | Bruce Springsteen | The Rising                  | - Robert Plant – Darkness, Darkness                                                         |
| 2004  | Dave Matthews     | Gravedigger                 | - Tom Waits – Return of Jackie and Judy                                                     |